# سای زربو
سای زربو (انگلیسی: Saye Zerbo؛ ۲۷ اوت ۱۹۳۲ – ۱۹ سپتامبر ۲۰۱۳) سیاست‌مدار اهل جمهوری ولتای علیا بود. وی از ۲۵ نوامبر ۱۹۸۰ تا ۷ نوامبر ۱۹۸۲ رئیس‌جمهور این کشور بود.
سای زربو در ۱۹ سپتامبر ۲۰۱۳، در سن ۸۱ سالگی درگذشت.